# Loge lunaire
Pour les articles homonymes, voir Loge.

Les 28 loges lunaires de l'astronomie et astrologie chinoise (Réflexion (optique))

Les loges lunaires de l'astronomie chinoise (chinois : 二十八宿 ; pinyin : èr shí bā xiù ; litt. « 28 loges nocturnes », 二十八星宿, èr shí bā xīngxiù, « 28 loges nocturnes stellaires »), également traduits en demeure lunaire, ou maison lunaire sont un système de subdivision du ciel utilisé en astronomie chinoise correspondant selon les cas à un découpage similaire à des bandes d'ascension droite, ou alors un découpage de la bande zodiacale. Dans ce second cas, la région concernée correspond à l'intersection de la bande d'ascension droite avec la bande zodiacale. Ces loges lunaires sont au nombre de 28. Comme toujours à l'époque ancienne, ce type de subdivision possédait un intérêt en astronomie (permettre le repérage d'un événement astronomique), ainsi qu'en astrologie, la région se voyant attribuer une certaine symbolique.
Ainsi, en astrologie chinoise, les loges lunaires appartiennent à quatre groupes distincts appelés dragon vert de l'est, tortue noire du nord, tigre blanc de l'ouest, et oiseau vermillon du sud, auxquels sont associées diverses symboliques. Ces quatre groupes comportent chacun sept loges lunaires. Les loges lunaires ne sont pas de taille égale, tout comme les constellations modernes du zodiaque.
L'utilisation des loges lunaires comme système de repérage précis est employée dans certains témoignages relatant par exemple l'observation d'une supernova historique, comme SN 1006 ou SN 1604. Leur compréhension actuelle est donc d'un intérêt réel pour l'interprétation de tous ces événements, bien plus soigneusement consignées par les astronomes d'extrême orient qu'en occident.

## Définition pratique
Une loge lunaire était repérée par une étoile référente fixée. Cette étoile référente définit la bordure occidentale de la loge, qui correspond en réalité à la ligne passant par cette étoile et joignant les deux pôles célestes. La frontière orientale est alors définie comme par la frontière gauche de la loge suivante. Du fait de la précession des équinoxes, la largeur d'une loge lunaire varie avec le temps, jusqu'à éventuellement devenir nulle, la variation des ascensions droites de deux étoiles référentes les amène à prendre la même valeur (c'est-à-dire être alignées avec les pôles célestes). Ainsi, la loge Zuixi possède l'étoile référente φ1 Orionis, et la suivante, Shen, est basée sur δ Orionis (Mintaka). Ces deux étoiles possèdent désormais presque la même ascension droite, alors que leur ascension droite différait d'environ un degré (ou 4 minutes d'ascension droite) en l'an 700. Il est établi que ceci a d'ailleurs permis aux astronomes chinois de mettre en évidence vers le IVe siècle le phénomène de précession des équinoxes (soit après les astronomes grecs).
La loge peut également correspondre au niveau de l'équateur céleste à un astérisme de taille réduite comprenant deux à un peu plus d'une vingtaine d'étoiles. Selon les cas, la loge lunaire se réfère donc à une bande en ascension droite où se trouve l'astérisme, ou alors à la seule région couverte par celui-ci. Cette ambiguïté rend l'interprétation de certains témoignages historiques délicate. Par exemple, la possible supernova historique SN 386 est basée sur l'idée que la mention que cet événement astronomique se soit produit dans Nandou, doit être prise en tant qu'astérisme (situé dans le plan galactique, et donc signe que l'événement était une probable supernova), et non en tant que bande d'ascension droite, auquel cas l'événement était bien plus probablement une nova.

## Liste des loges lunaires
| Loge lunaire | Groupe                  | Étoile référente | Nombre d'étoiles | Largeur approximative en l'an 700 en du |
| ------------ | ----------------------- | ---------------- | ---------------- | --------------------------------------- |
| Jiao         | Dragon vert de l'est    | α Virginis       | 2                | 12                                      |
| Kang         | Dragon vert de l'est    | κ Virginis       | 4                | 9                                       |
| Di           | Dragon vert de l'est    | α2 Librae        | 4                | 15                                      |
| Fang         | Dragon vert de l'est    | π Scorpii        | 4                | 5                                       |
| Xin          | Dragon vert de l'est    | σ Scorpii        | 3                | 5                                       |
| Wei          | Dragon vert de l'est    | μ1 Scorpii       | 9                | 18                                      |
| Ji           | Dragon vert de l'est    | γ Sagittarii     | 4                | 11                                      |
| Nandou       | Tortue noire du nord    | φ Sagittarii     | 6                | 26                                      |
| Niu          | Tortue noire du nord    | β Capricorni     | 6                | 8                                       |
| Xunu         | Tortue noire du nord    | ε Aquarii        | 4                | 12                                      |
| Xu           | Tortue noire du nord    | β Aquarii        | 2                | 10                                      |
| Wei          | Tortue noire du nord    | α Aquarii        | 3                | 17                                      |
| Yingshi      | Tortue noire du nord    | α Pegasi         | 2                | 16                                      |
| Dongbi       | Tortue noire du nord    | γ Pegasi         | 2                | 9                                       |
| Kui          | Tigre blanc de l'ouest  | ζ Andromedae     | 16               | 16                                      |
| Lou          | Tigre blanc de l'ouest  | β Arietis        | 3                | 12                                      |
| Wei          | Tigre blanc de l'ouest  | 35 Arietis       | 3                | 14                                      |
| Mao          | Tigre blanc de l'ouest  | 17 Tauri         | 7                | 11                                      |
| Bi           | Tigre blanc de l'ouest  | ε Tauri          | 8                | 17                                      |
| Zuixi        | Tigre blanc de l'ouest  | φ1 Orionis       | 3                | 1                                       |
| Shen         | Tigre blanc de l'ouest  | δ Orionis        | 10               | 10                                      |
| Dongjing     | Oiseau vermillon du sud | μ Geminorum      | 8                | 33                                      |
| Yugui        | Oiseau vermillon du sud | θ Cancri         | 5                | 3                                       |
| Liu          | Oiseau vermillon du sud | δ Hydrae         | 8                | 15                                      |
| Qixing       | Oiseau vermillon du sud | α Hydrae         | 7                | 7                                       |
| Zhang        | Oiseau vermillon du sud | υ1 Hydrae        | 6                | 18                                      |
| Yi           | Oiseau vermillon du sud | α Crateris       | 22               | 18                                      |
| Zhen         | Oiseau vermillon du sud | γ Crateris       | 4                | 17                                      |

Ces loges lunaires d’origine chinoise étaient également en vigueur dans le Japon médiéval.
Ainsi, le « Bansenshūkai », écrit en 1676 par le maître ninja Fujibayashi Yasutake, consacre plusieurs passages à ces étoiles et constellations, dans son cahier 8, volume 17, traitant de l’astronomie et de la météorologie (Traduction d’Axel Mazuer).
Le texte original de cet ouvrage présente par exemple un schéma montrant la représentation traditionnelle de ces 28 loges lunaires.
Une reproduction numérique de ce dessin traditionnel peut être vue à ce lien : http://www.ninpo.org/historicalrecords/bnsnshk8-3.htm

### Sources
- (en) Francis Richard Stephenson et David A. Green, Historical supernovae and their remnants, Oxford, Oxford University Press, 2002, 252 p. (ISBN 0198507666).